# Atanarjuat – Die Legende vom schnellen Läufer
Atanarjuat – Die Legende vom schnellen Läufer ist das Filmdebüt des Inuit-Regisseurs Zacharias Kunuk. Es ist der erste kanadische Spielfilm, der von Inuit geschrieben, produziert, inszeniert und gespielt wurde. Der Film erzählt die Inuit-Legende vom schnellen Läufer und wurde auf vielen Filmfestivals prämiert. Die deutsche Ausgabe erschien in Inuktitut mit deutschen Untertiteln.

## Handlung
Ein Stamm der Inuit, welcher am Ende des ersten Jahrtausends in der kanadischen Arktis lebt, wird von einem fremden Schamanen verflucht. Die dadurch entstehende Machtgier, die Rivalität um eine schöne Frau, Eifersucht und Rache ziehen in das Leben der Leute ein.
Nach dem Mord an einem alten Häuptling setzt sich der hinterhältige Sauri gegenüber Tulimaq als neuer Stammesführer durch. Tulimaq wird erniedrigt und vom Pech verfolgt, und seine Familie muss Hunger leiden. Er hat zwei Söhne; der ältere Amaqjuat ist sehr stark, während Atanarjuat als besonders schneller Läufer gilt.
Die alte Rivalität der Väter überträgt sich auch auf die Söhne. Besonders Atanarjuat gerät mit Oki, Sauris Sohn, in Konflikt, weil er die schöne Atuat begehrt, die Oki von Kindesbeinen an versprochen war. In einem rituellen Kampf kann sich Atanarjuat gegenüber dem stärkeren Oki durchsetzen und bekommt Atuat zur Frau.
Auf einem Jagdausflug stößt Atanarjuat zur Sippe Sauris, die ihm anbietet, dass Okis Schwester Puja ihn begleitet. Puja nutzt die erste Nacht im gemeinsamen Zelt, um Atanarjuat zu verführen und sich sodann als Zweitfrau neben Atuat in die kleine Sippe zu begeben, die von Atanarjuat und seinem älteren Bruder geführt wird. Während die gesamte Sippe in einem Zelt schläft, drängt sich Puja heimlich an Amaqjuat heran, welcher der Versuchung nicht widerstehen kann und Puja beiwohnt. Amaqjuats Frau wacht dabei auf, schreit entsetzt und es kommt beinahe zu handgreiflichen Auseinandersetzungen zwischen allen Familienmitgliedern. Pujas arrogantes, faules, intrigantes und autoritäres Wesen stieß bei den beiden anderen Frauen vorher schon auf Ablehnung und führte zu einer Beschwerde Atuats bei Atanarjuat. Puja flieht in das Zelt Sauris und verkündet dort, ihr Mann habe sie töten wollen, obwohl sie nichts getan hätte. In dieser Gelegenheit sieht Oki seine Chance, die alte Rechnung mit Atanarjuat und seinem Bruder endlich zu begleichen und schmiedet ein Mordkomplott. Dabei wird er von seiner Schwester Puja tatkräftig unterstützt, welche sich reumütig gebend wieder um Aufnahme in die Familie Atanarjuats bemüht. Ihr wird vergeben. Kurze Zeit später lockt sie Atuat und ihre Schwägerin vom Zelt weg, in das sich die soeben von einer anstrengenden Jagd heimgekehrten Brüder arglos zum Schlafen niedergelegt haben.
Oki und seine beiden Kumpane versuchen, die Brüder im Schlaf zu töten. Amaqjuat wird erstochen. Der völlig nackte Atanarjuat flieht in die eisige Kälte. Er schüttelt seine Verfolger ab und läuft, bis er bewusstlos zusammenbricht. Er wird von einem alten Inuitpaar entdeckt, das sich schon seit längerer Zeit von der Gruppe abgesetzt hatte. Bei dem alten Mann handelt es sich um den Bruder von Sauris Mutter. Seine Familie versteckt den an den Füßen verletzten und erschöpften Atanarjuat vor Oki unter einem Algenhaufen. Oki glaubt, Atanarjuat sei auf dem Eis gestorben und versucht, seinen Vater zu überreden, ihm nun Atuat zur Frau zu geben. Sauri weigert sich, da er nicht von Atanarjuats Tod überzeugt ist. Oki vergewaltigt darauf Atuat und ermordet seinen Vater im nächsten Winter während der Jagd. Der Sippe zu Hause erzählt er, Sauri sei gestolpert und in sein eigenes Messer gestürzt. Unter Oki als neuem Anführer ergeht es Atuat sehr schlecht. Sie und ihr Kind leiden Hunger und werden von den anderen nicht länger unterstützt.
Eines Tages kehrt Atanarjuat zusammen mit seinen Rettern zurück. Er lockt Oki und seine Gefährten in ein Iglu mit glattpoliertem Eisboden und bewirtet sie zunächst mit frischem Fleisch. Später greift er an. Da er Steigeisen aus Karibugeweih trägt, kann er sich sicherer auf dem spiegelglatten Boden bewegen und gewinnt den Kampf. Er tötet Oki jedoch nicht, sondern erklärt, dass das Morden ein Ende haben muss. Die draußen wartende Gemeinschaft ernennt Atanarjuat zum neuen Anführer. In einem abendlichen Ritual vertreibt der Schamane die bösen Geister der Vergangenheit. Oki und seine Gefolgsleute werden verbannt.

## Kritiken
- Das Lexikon des internationalen Films beschrieb den Film als „wortkarg“, „spannend“ und als „Klassiker“.[1]
- Laut Dirk Schneider bei iminform ist der Film „anschaulich“ mit „exotisch wirkenden Bildern“, der „damit einen bedeutenden und gleichsam unterhaltenden Beitrag zur Erhaltung von Inuit-Traditionen“ leistet.[2]
- Cinema schrieb, der Film sei von „betörender Schönheit“, „eine aufregende Reise in eine fremde Welt“.[3]
- Roger Ebert (Chicago Sun-Times) urteilte, der Film sei passion, filtered through ritual and memory („Leidenschaft, gefiltert durch Tradition und Erinnerung“).[4]
- www.tvtv.de lobte das Werk als „ein atemberaubendes Filmepos aus den Weiten der Arktis, in dem jahrhundertealte Erzähltraditionen wieder aufleben“.

## Auszeichnungen (Auswahl)
- 2001 – Goldene Kamera bei den Internationalen Filmfestspielen von Cannes, Nebensektion Un Certain Regard
- 2001 – Toronto-City award for Best Canadian Feature Film beim Toronto International Film Festival
- 2001 – Guardian Award for First Directors, Edinburgh International Film Festival
- 2001 – Grand prix of the Flemish Community for Best Film, Ghent 8th Flanders International Film Festival
- 2001 – Special Jury Prize und Prix du Public, Festival International du nouveau Cinema et des nouveaux Medias de Montreal
- 2001 – CTV Best of Fest Award, Next Fest – Digital Motion Picture
- 2001 – Best Film, ImagineNATIVE International Media Art Festival
- 2002 – Claude Jutra Award und fünf weitere Kategorien der Genie Awards, sowie zwei Nominierungen
- 2002 – Nominierung bei den Online Film Critics Society Awards als Bester fremdsprachiger Film
- 2003 – Nominierung bei den Independent Spirit Awards als Bester fremdsprachiger Film
- 2004 wurde der Film beim Toronto International Film Festival auf den fünften Platz der Liste der zehn besten kanadischen Filme aller Zeiten gewählt.

## Hintergrundinformationen
Gedreht wurde im nordkanadischen Territorium Nunavut auf Iglulik. Das Budget betrug etwa 1 960 000 CAD.
Die Premiere des Filmes fand am 13. Mai 2001 bei den Internationalen Filmfestspielen von Cannes statt.
In Deutschland war er erstmals bei der Documenta11 in Kassel am 28. Juli 2002 im offiziellen Filmprogramm zu sehen. In den deutschen Kinos startete er am 12. Dezember 2002.
Der Film war Kanadas offizieller Vorschlag für die Kategorie Bester fremdsprachiger Film für den Oscar (2002), wurde aber nicht nominiert.
Das Wort Atanarjuat bedeutet auf Inuktitut schneller Läufer.
Im Filmabspann werden zwei verstorbene Crewmitglieder gewürdigt: Amelia Angilirq (1957–2000), die für die Kontinuität zuständig war, und der Drehbuchautor und Produzent Paul Apak Angilirq (1954–1998).